# Манавгат (водопад)
Манавгат — водопад на реке Манавгат в провинции Анталья, Турции. Находится около античного города Сиде и в 3 км от города Манавгат.
Широкий поток воды падает с небольшой высоты. Во время паводка исчезает под высокой водой. В 12 км севернее водопада находится плотина Оймапинар. 
Водопад изображён на оборотной стороне банкноты достоинством 5 лир, выпускавшейся с 1968 года по 1983 год.
После анализа нескольких тысяч обзоров и запросов в Интернете, водопад Манавгат был включён в список 25 лучших направлений в Европе, как одно из наиболее привлекательных мест для путешественников в 2019 году. Веб-портал MSN в июле 2019 года включил Манавгат в список самых очаровательных водопадов, которые стоит посетить. Окрестные пляжи и курорты ежегодно привлекают сотни тысяч местных и иностранных туристов. В последнее время река и водопад Манавгат, в частности, страдают от туристического наплыва и связанных с ним экологических проблем.

## Галерея
- Банкнота в 5 лир (1968—1983)